# Otto Maychrzak
Otto Maychrzak (Hamburgo, 6 de marzo de 1927 - Bokholt-Hanredder, 19 de noviembre de 2002) fue un jugador de balonmano alemán. Fue un componente de la Selección de balonmano de Alemania.
Con la selección ganó la medalla de plata en el Campeonato Mundial de Balonmano Masculino de 1954 y la medalla de bronce en el Campeonato Mundial de Balonmano Masculino de 1958.
Fue el máximo goleador del Campeonato Mundial de Balonmano Masculino de 1954.

## Palmarés

### Polizei Hamburg
- Liga de Alemania de balonmano (8): 1950, 1951, 1952, 1953 (en interior), 1951, 1952, 1953, 1955 (al exterior)

## Clubes
- Hamm 74
- SG Berlin
- SV Polizei Hamburg
- HSV Hamburgo[1]